# کرونیکل یک تابستان
کرونیکل یک تابستان (نام اصلی فرانسوی: Chronique d'un été) یک فیلم مستند فرانسوی به کارگردانی ژان روش و ادگار مورن محصول ۱۹۶۱ است.